# Championnats d'Afrique de natation 1990
Navigation
Le Caire 1982 Nairobi 1998
La 4e édition des championnats d'Afrique de natation se déroule à Tunis en Tunisie du 20 au 26 août 1990. Le pays accueille pour la deuxième fois de son histoire cet événement organisé par la Confédération africaine de natation amateur.

## Médaillés

### Hommes
- Aahd Regragui (Tunisie) est médaillé d'or sur 100 et 200 mètres brasse[1].
- Hatem Seif (Égypte) est triplé médaillé d'or individuel[2] et médaillé d'or en relais[3].

### Femmes
- Rania Elwani (Égypte) est sextuple médaillée d'argent et quadruple médaillée de bronze[4].
- Mahdia Bella (Algérie) est médaillée d'argent du 100 mètres nage libre et du 200 mètres nage libre[5].
- Corinne Leclair (Maurice) est médaillée d'or[6].